# Skrovellavsknapp
Skrovellavsknapp (Plectocarpon scrobiculatae) är en lavart som beskrevs av Paul Diederich och Javier Etayo. Skrovellavsknapp ingår i släktet Plectocarpon, och familjen Roccellaceae. Enligt den svenska rödlistan är arten starkt hotad i Sverige. Arten förekommer i Svealand och Nedre Norrland. Artens livsmiljö är skogslandskap.